# Зелёный Клин (Пятихатский район)
Зелёный Клин (укр. Зелений Клин) — село,
Троицкий сельский совет,
Пятихатский район,
Днепропетровская область,
Украина.
Код КОАТУУ — 1224587503. Население по переписи 2001 года составляло  0человек .
По данным 1982 года в селе жило 30 человек.

## Географическое положение
Село Зелёный Клин находится в 2-х км от сёл Березняк и Червоная Дериевка.